# Phlebotomus galilaeus
Phlebotomus galilaeus är en tvåvingeart som beskrevs av Oskar Theodor 1958. Phlebotomus galilaeus ingår i släktet Phlebotomus och familjen fjärilsmyggor. Inga underarter finns listade i Catalogue of Life.